# Кравчик африканський
Кра́вчик африканський (Artisornis metopias) — вид горобцеподібних птахів родини тамікових (Cisticolidae). Мешкає в Танзанії і Мозамбіку.

## Опис
Довжина птаха становить 10 см, вага 8,4 г. Верхня частина тіла оливково-коричнева, нижня частина тіла білувата, боки сірі. Тім'я, скроні і бічні сторони шиї рудувато-каштанові.У молодих птахів нижня частина тіла поцяткована білими плямами.

## Підвиди
Виділяють два підвиди:
- A. m. metopias (Reichenow, 1907) — від північно-східної Танзанія до північно-західного Мозамбіку;
- A. m. altus (Friedmann, 1927) — гори Улугуру (східна Танзанія).

## Поширення і екологія
Африканські кравчики живуть у вологих гірських тропічних лісах та на плантаціях. Зустрічаються на висоті від 1000 до 2500 м над рівнем моря.